# Carlton Gardens

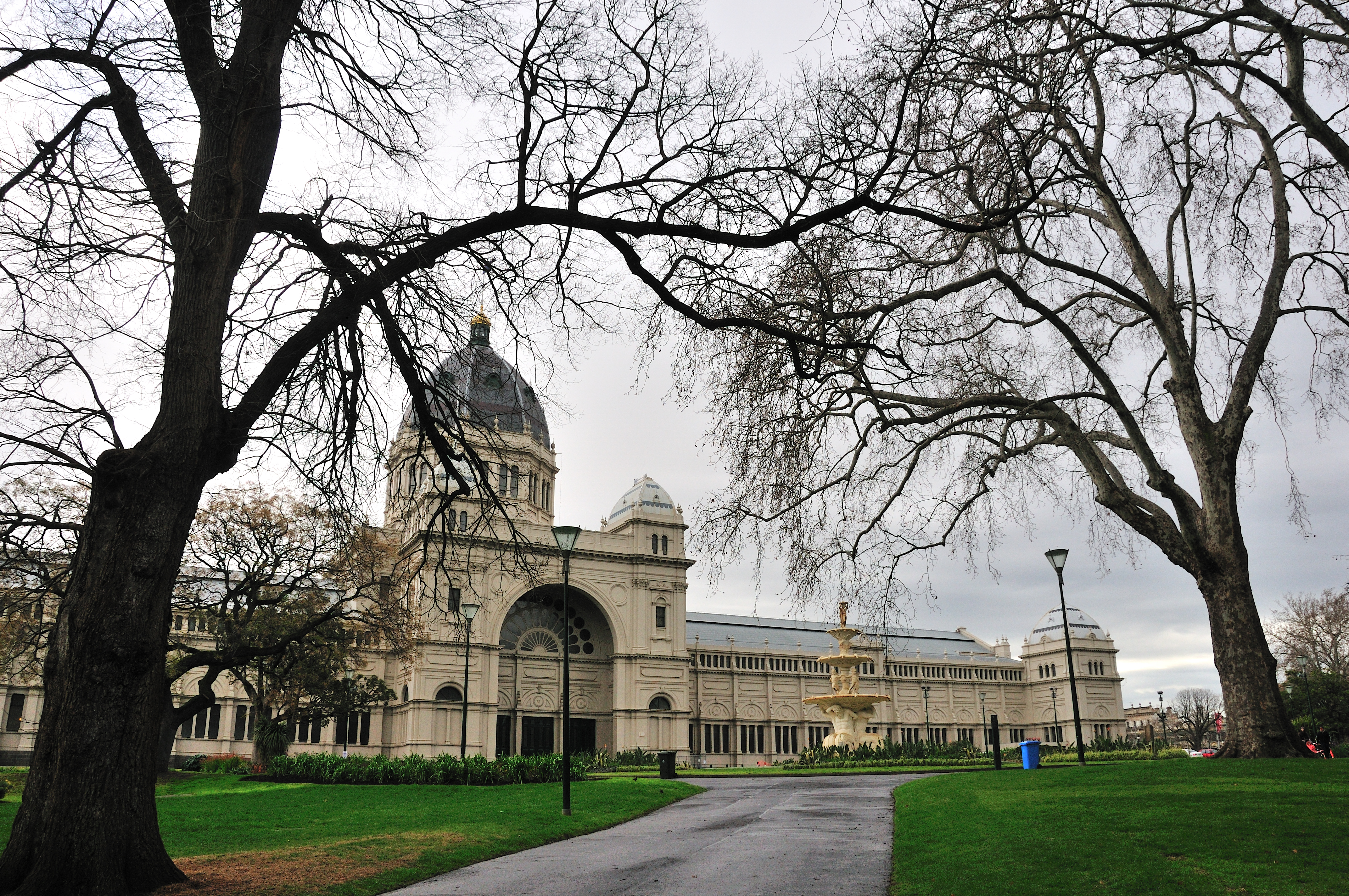
Das Royal Exhibition Building in den Carlton Gardens

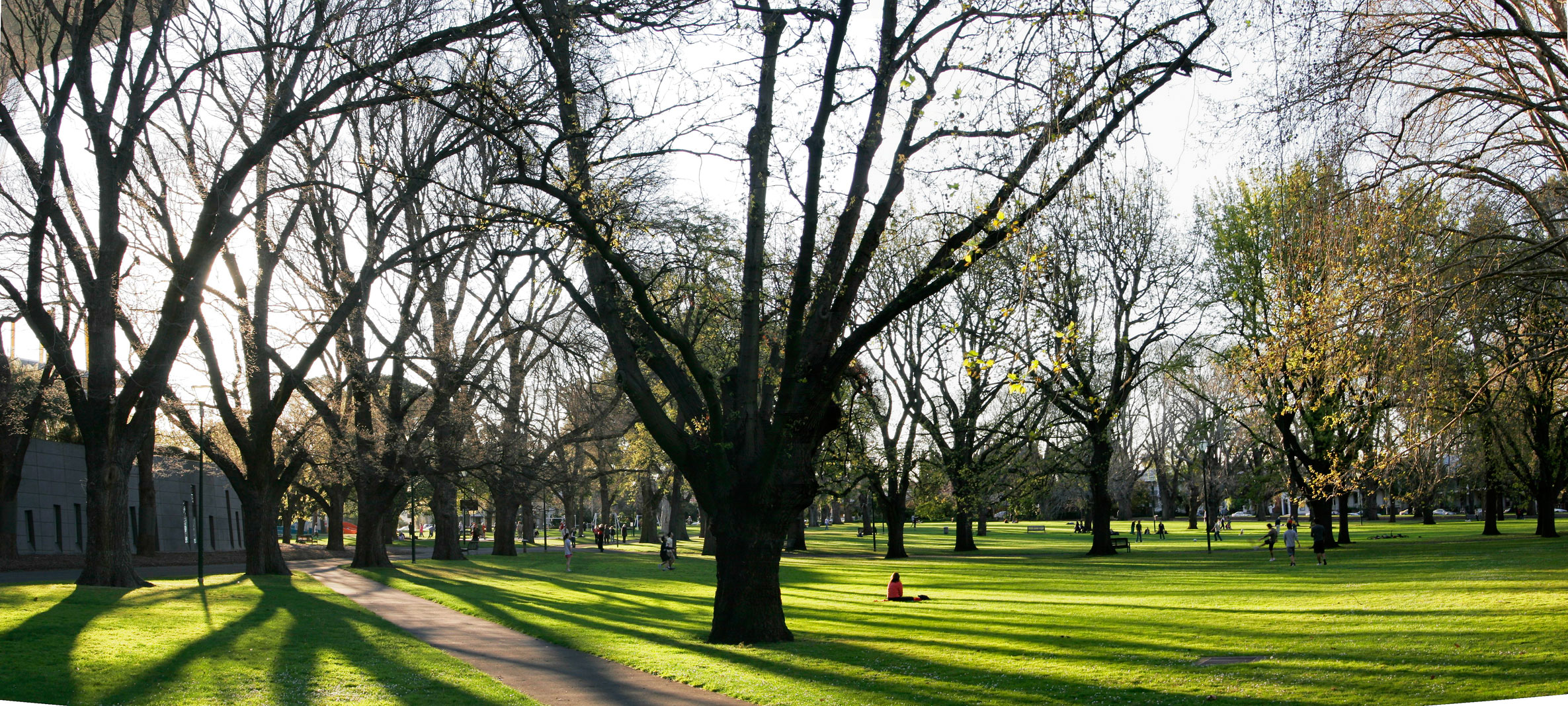
Panorama

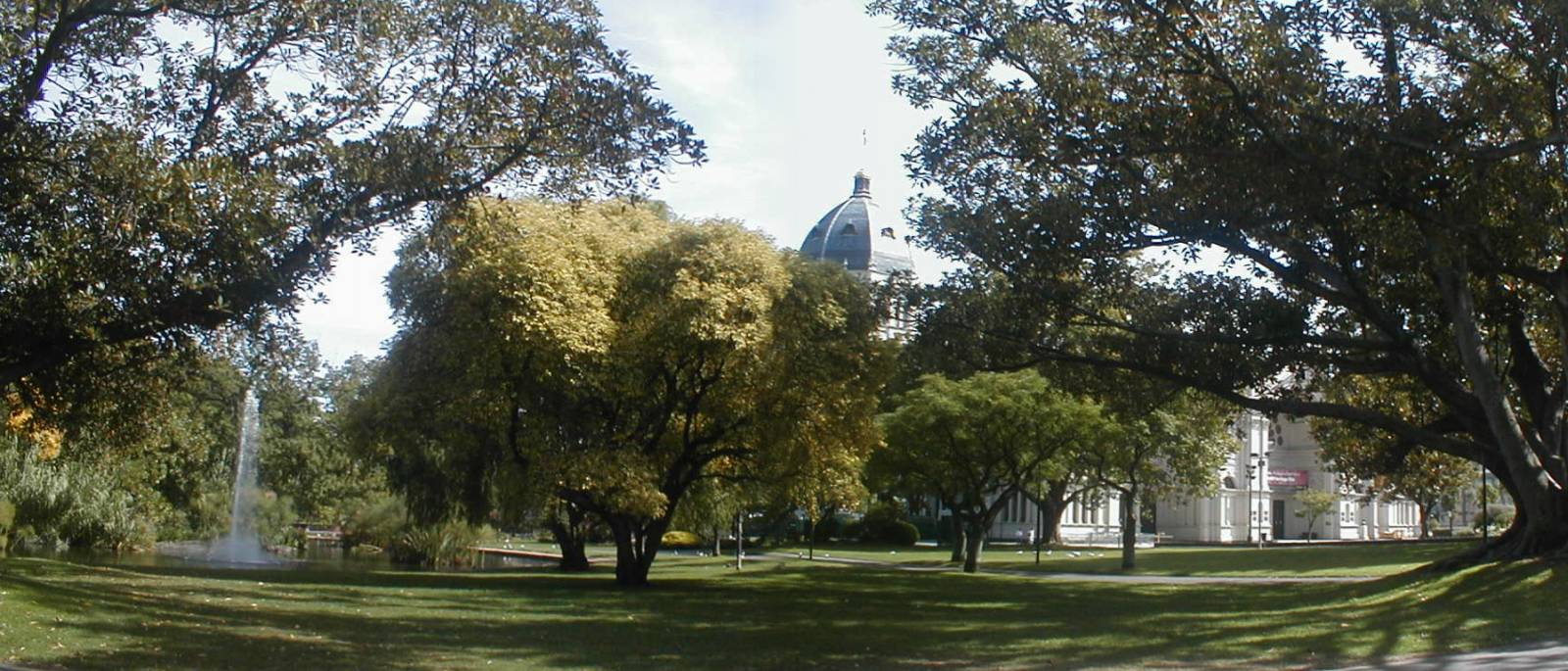
Süden der Anlage

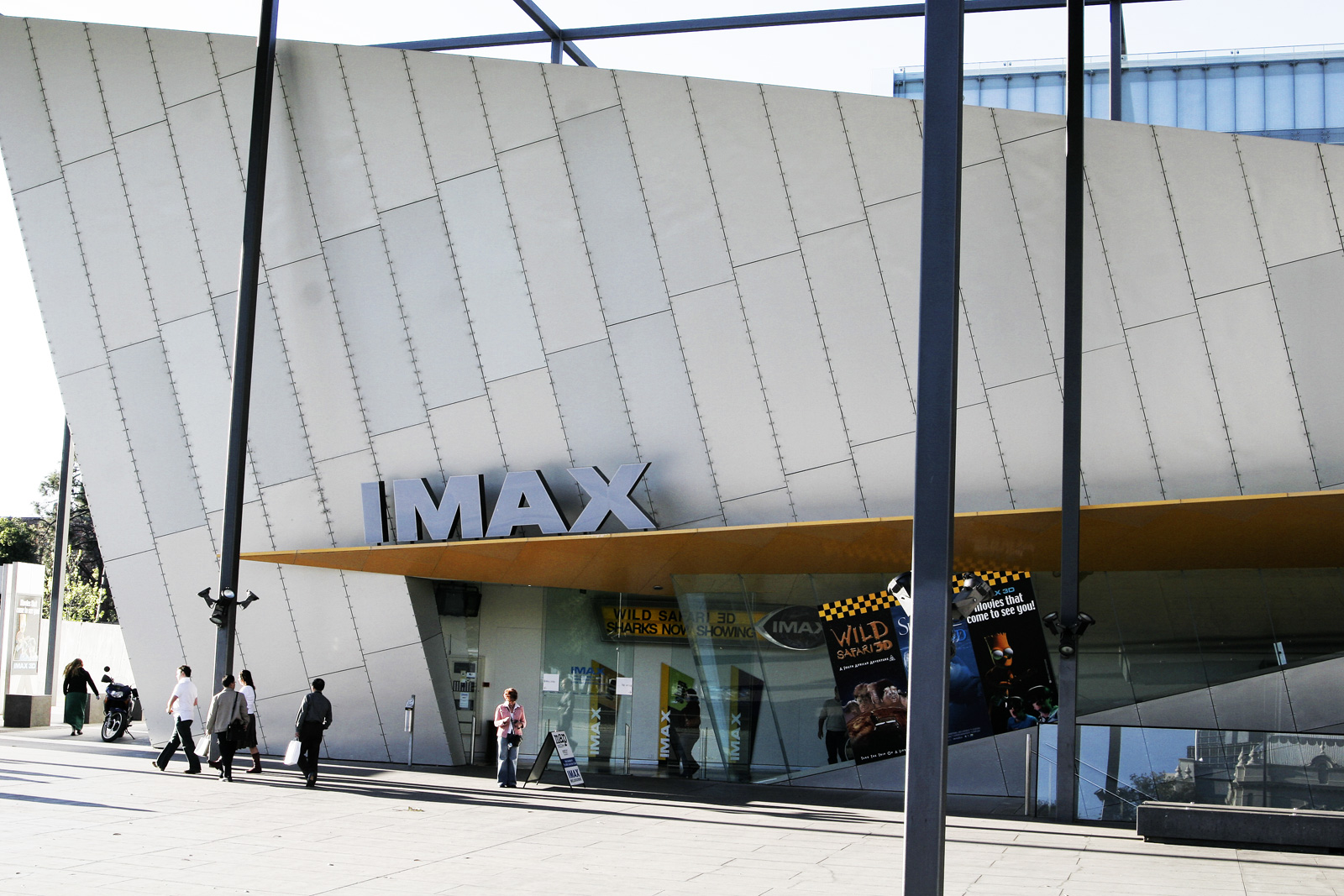
IMAX Melbourne

Die Carlton Gardens sind eine Parkanlage der australischen Stadt Melbourne. Sie zählen zusammen mit dem in ihm gelegenen Royal Exhibition Building zum UNESCO-Weltkulturerbe.

## Lage
Die Carlton Gardens befinden sich am nordöstlichen Rand des Central Business District in der Vorstadt Carlton.
Die 26 Hektar große Anlage beherbergt das Royal Exhibition Building, das Melbourne Museum und ein IMAX-Kino, Tennisplätze und einen preisgekrönten Kinderspielplatz.
Der rechteckige Grundriss ist von Victoria Street, Rathdowne Street, Carlton Street und Nicholson Street begrenzt. Vom Ausstellungsgebäude senkt sich das Gelände nach Südwesten und Nordosten langsam ab.

## Beschreibung
Die Gärten sind ein bedeutendes Beispiel der Landschaftsgestaltung im Viktorianischen Zeitalter mit ausgedehnten Rasenflächen und verschiedenen europäischen und australischen Bäumen.
Zu den angepflanzten Bäumen zählen Stieleiche, Silber-Pappel, Platane, Ulme, Koniferen, Palmen, Zedern, Zerreiche, Araucaria und immergrüne Pflanzen wie die Großblättrige Feige. Diese sind mit Beeten aus einjährigen Blumen und Sträuchern kombiniert.
Ein Netz von baumgesäumten Pfaden dient als Achsen des Gartens, die die Springbrunnen und die Architektur des Ausstellungsgebäudes betonen. Dazu gehört die Grand allee aus Platanen, die zum Ausstellungsgebäude führt. Zwei malerische kleine Seen schmücken den Südteil des Parkes. Der Nordteil beherbergt das Museum, Tennisplätze, die Einrichtungen zur Unterhaltung des Parkes, das Haus des Kurators und den als viktorianischer Irrgarten gestalteten Spielplatz.
Bedeutend sind vor allem die Ulmenalleen aus Englischer Ulme und Ulmus × hollandica. Sie sind unter wenigen Ulmenalleen weltweit, die nicht dem Ulmensterben zum Opfer fielen. Der Garten besitzt zudem ein Exemplar (von weltweit nur fünf) des Strauches Acmena ingens, einen außergewöhnlichen Harpephyllum caffrum, die größte Echte Sumpfzypresse (Taxodium distichum) Viktorias und große Exemplare der Trauerzypresse und der Großblättrigen Feige südwestlich des Ausstellungsgebäudes.
Im Park leben Kusus, Enten, der Eulenschwalm (Podargus strigoides) sowie andere Stadtvögel.
Der Garten besitzt drei bedeutende Springbrunnen: Die Exhibition Fountain, entworfen für die Ausstellung von 1880 vom Bildhauer Joseph Hochgurtel, die French Fountain und die Westgarth Drinking Fountain.

## Geschichte
Im Jahre 1839 wurden durch Superintendent Charles La Trobe große Flächen Land um das ursprüngliche Stadtgebiet von Melbourne vom Verkauf ausgenommen. Der größte Teil dieser Fläche wurde später verkauft und unterteilt oder für verschiedene öffentliche Einrichtungen genutzt, eine Anzahl größerer Flächen wurde jedoch dauerhaft für öffentliche Parks wie Carlton Gardens, Flagstaff Gardens, Fitzroy Gardens, Treasury Gardens und Kings Domain reserviert.
Um 1856 kam das Gelände unter Verwaltung der Stadt, diese beauftragte Edward La Trobe Bateman mit dem Entwurf einer Parkanlage. Die Trassierung der Wege und andere Teile des Entwurfes wurden gebaut, obwohl Geldmangel für die Unterhaltung des Parkes zu häufiger Kritik führte.
In den siebziger Jahren des 19. Jahrhunderts gelangte der Park zurück unter die Kontrolle der Regierung von Viktoria und kleinere Änderungen wurden unter der Leitung von Clement Hodgkinson vorgenommen. Kurz danach wurde die Anlage für die in Melbourne stattfindende Weltausstellung von 1880 stark umgestaltet. Die Arbeiten übernahm der Architekt Joseph Reed; der bekannte ortsansässige Gärtner William Sangster wurde für die Neuentwicklung der Gärten unter Vertrag genommen.
1880 wurde das Ausstellungsgebäude fertiggestellt. Die für die in diesem Jahr durchgeführte Weltausstellung vorgenommenen Anbauten am Nordteil der Ausstellungshalle wurden abgerissen, nachdem die Ausstellung am 30. April 1881 ihre Pforten schloss. Die 1888 durchgeführte Melbourne Centennial Exhibition feierte ein Jahrhundert europäischer Besiedelung in Australien.
Das Haus des Kurators wurde 1891 fertiggestellt und von John Guilfoyle bezogen. Das erste Australische Parlament wurde 1901 in der Ausstellungshalle eröffnet. Der Westanbau wurde für die folgenden 27 Jahre Sitz des Parlamentes von Victoria.
In den Zeiten der Spanischen Grippe 1919 wurden die Gebäude als Notkrankenhaus genutzt. 1928 wurde der Parkzaun bis auf die Sockel aus blauem Stein entfernt. Während des Zweiten Weltkrieges wurden die Gebäude von der Royal Australian Air Force genutzt. Von 1948 bis 1961 diente ein Teil des Komplexes als Empfangszentrum für Immigranten.
Im Jahre 2001 gewannen Taylor Cullity Lethlean und Mary Jeavons einen Preis für Landschaftsgestaltung für den von ihnen entworfenen und unter ihrer Leitung gebauten neuen Kinderspielplatz in Form eines Irrgartens. Nach mehreren Jahren der Lobbyarbeit durch den Melbourner Stadtrat wurden im Juli 2004 das Royal Exhibition Building und die Carlton Gardens auf der 28. Sitzung des Welterbekomitees in Suzhou in China in die Liste des Weltkulturerbes aufgenommen.
Das Ausstellungsgebäude wird weiter für Ausstellungen, z. B. die Internationale Blumen- und Gartenausstellung von Melbourne verwendet. Das im Jahre 1996 eröffnete Melbourne Exhibition and Convention Centre in Southbank bietet jedoch modernere Einrichtungen und ist heute die erste Adresse für Ausstellungen und Tagungen in Melbourne.